# Гражданские партнёрства в Аргентине
Гражданские партнёрства в Аргентине (исп. unión civil) регистрируются лишь в некоторых регионах и имеют юридическую силу лишь на их территориях. Такие партнёрства регистрируются между двумя людьми любого пола, независимо от их сексуальной ориентации, проживающими совместно в стабильных отношениях не менее двух лет. Несмотря на то, что данный социальный институт задумывался, прежде всего для однополых пар, им могут воспользоваться и разнополые пары, не желающие вступать в брак.
Законодательство о гражданских партнёрствах существует в провинциях Буэнос-Айрес (2002), Рио-Негро (2003), а также на муниципальном уровне в городах Вилья-Карлос-Пас (2007) и Рио-Куарто (2009) провинции Кордова.
Гражданские союзы, регистрируемые в указанных провинциях и городах предоставляют парам, решившим таким образом зарегистрировать свои отношения, лишь некоторый набор прав и обязанностей и значительно отличаются о брака.
В июле 2010 года в Аргентине по всей стране были узаконены однополые браки.